# RCTI
ラジャワリ・シトラ・テレビシ・インドネシア(インドネシア語: Rajawali Citra Televisi Indonesia, RCTI)は、西ジャカルタに拠点を置くインドネシアの地上波テレビネットワーク。